# 21-й Світовий гірничий конгрес

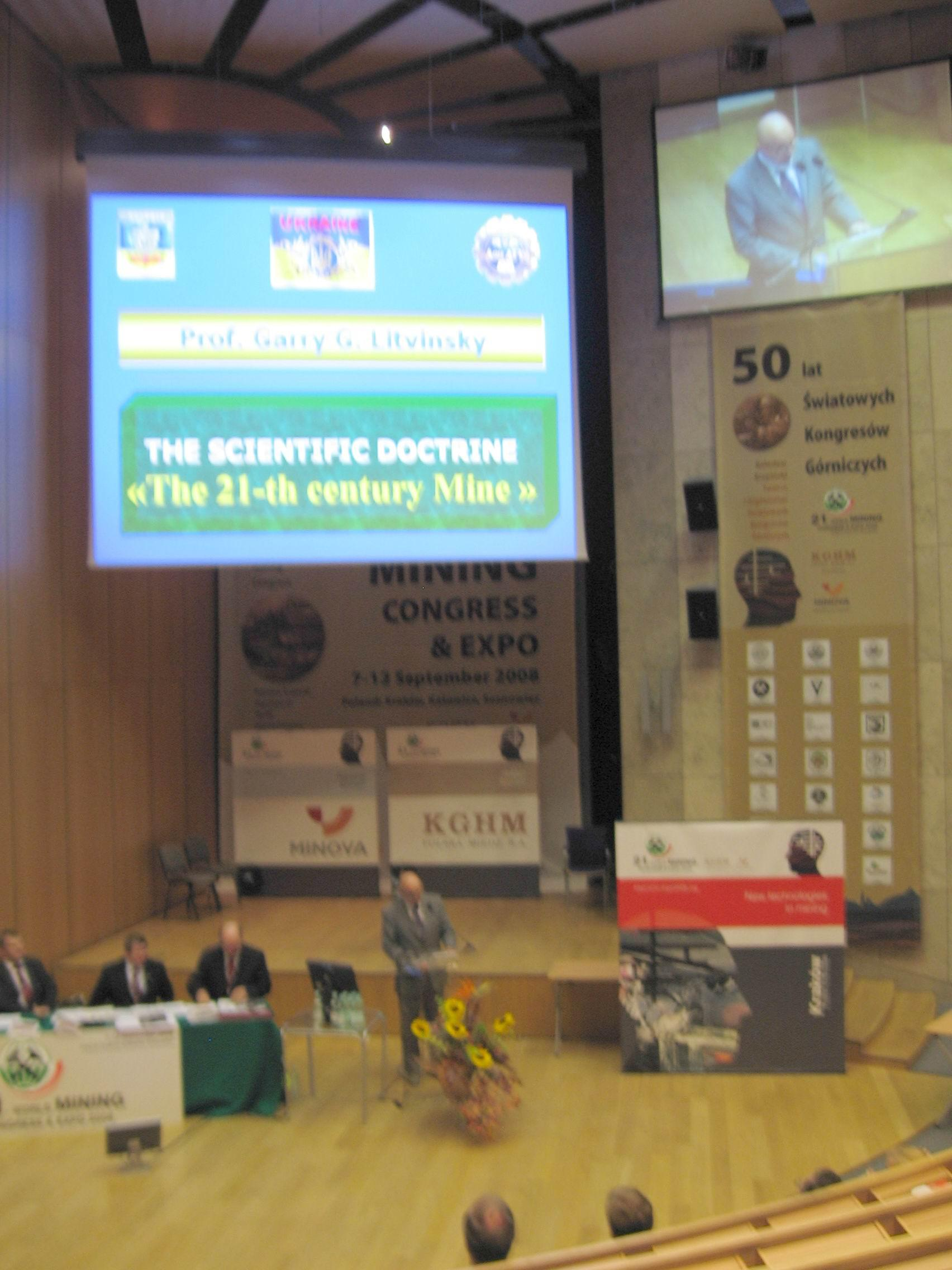
21-й Світовий гірничий конгрес. У залі засідань в Ягеллонському університеті.

21-й  Світовий Гірничий Конґрес — Світовий гірничий конгрес, який відбувся у Кракові 7-12 серпня 2008 року. Прикметно, що Світовий гірничий конґрес розпочинався саме 50 років тому у 1958  в Польщі. 

## Перебіг Конгресу
У 21-у Світовому Гірничому Конґресі, девіз якого: «Сучасні проблеми і перспективи гірничої промисловості» — брало участь 2002 делегати з 40 країн світу.  На Конгресі виголошено 300 пленарних доповідей з Keynote-мовленням. Робочі мови Конгресу: англійська, польська, українська, російська.  У рамках Конгресу відбулася Світова виставка Mining-Expo'2008.
Засідання Конгресу відбулися у Ягеллонському університеті та Гірничо-Металургійній Академії. Крім того, окремі засідання Світового Гірничого Конґресу (WMC-21) були виїзними — зокрема в історичній соляній копальні «Велічка», що знаходиться за 15 км від центра Кракова.